# Hotel Don Giovanni

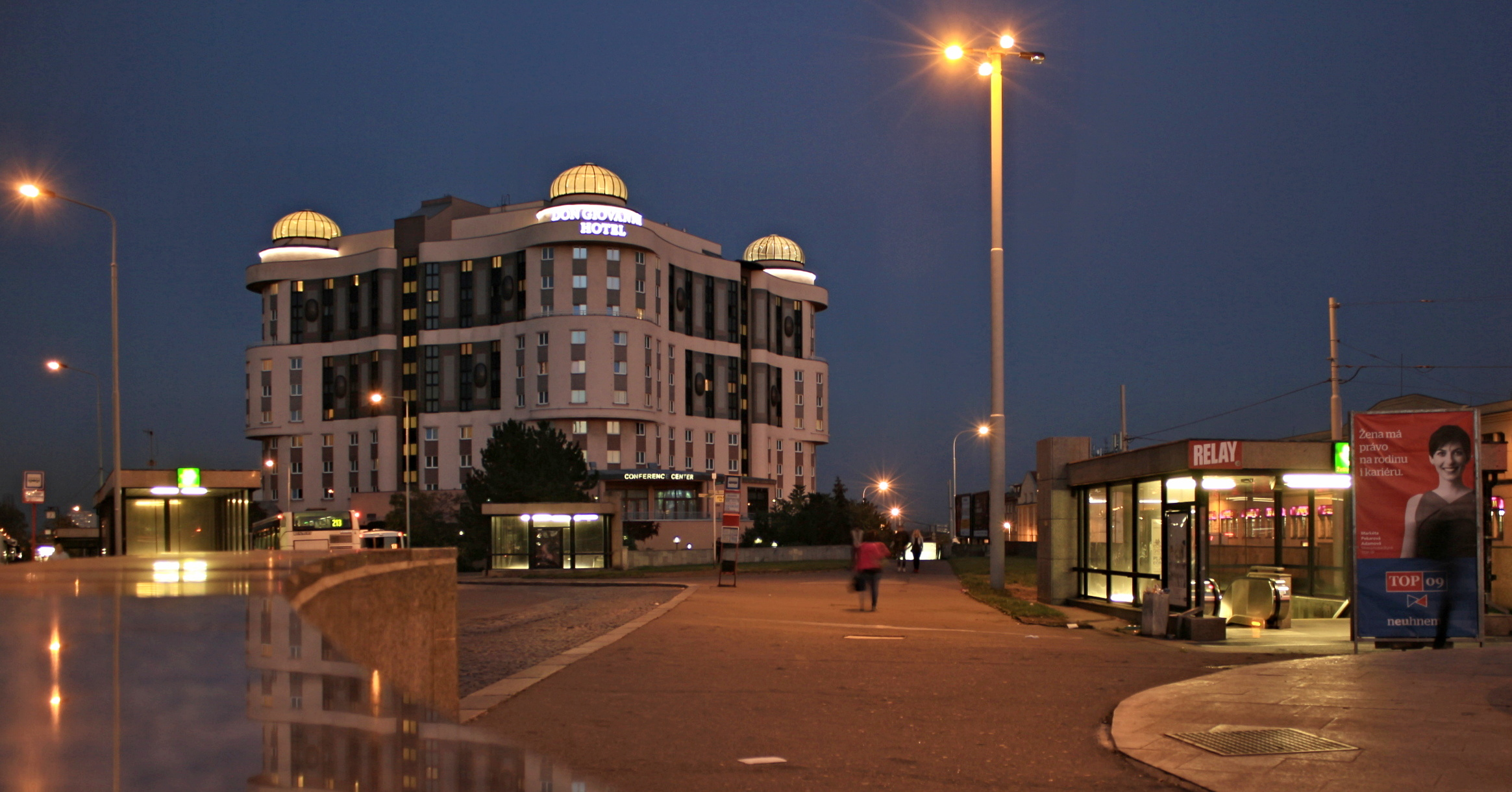
Hotel Don Giovanni a vstup do stanice metra Želivského

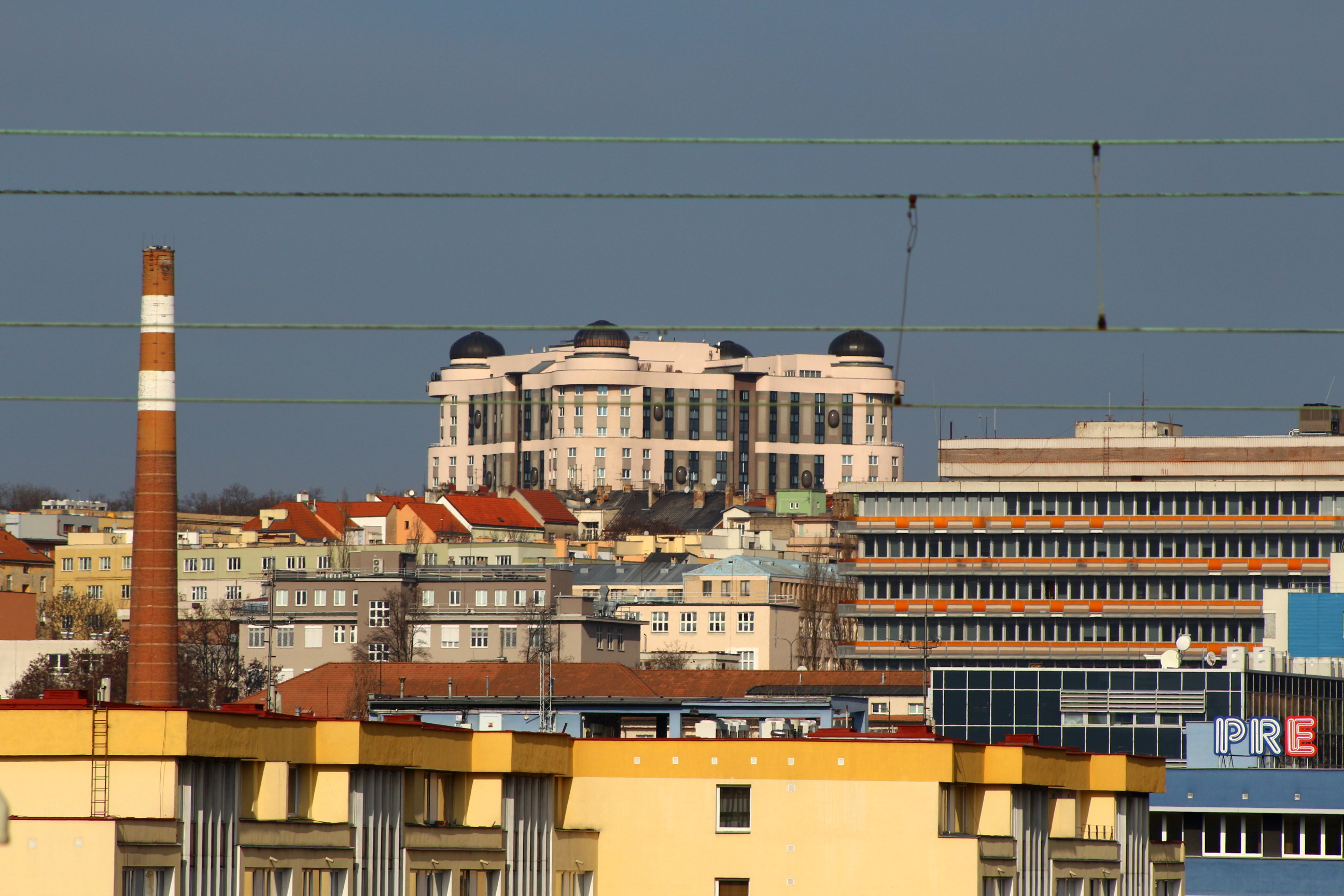
Pohled od Vršovic

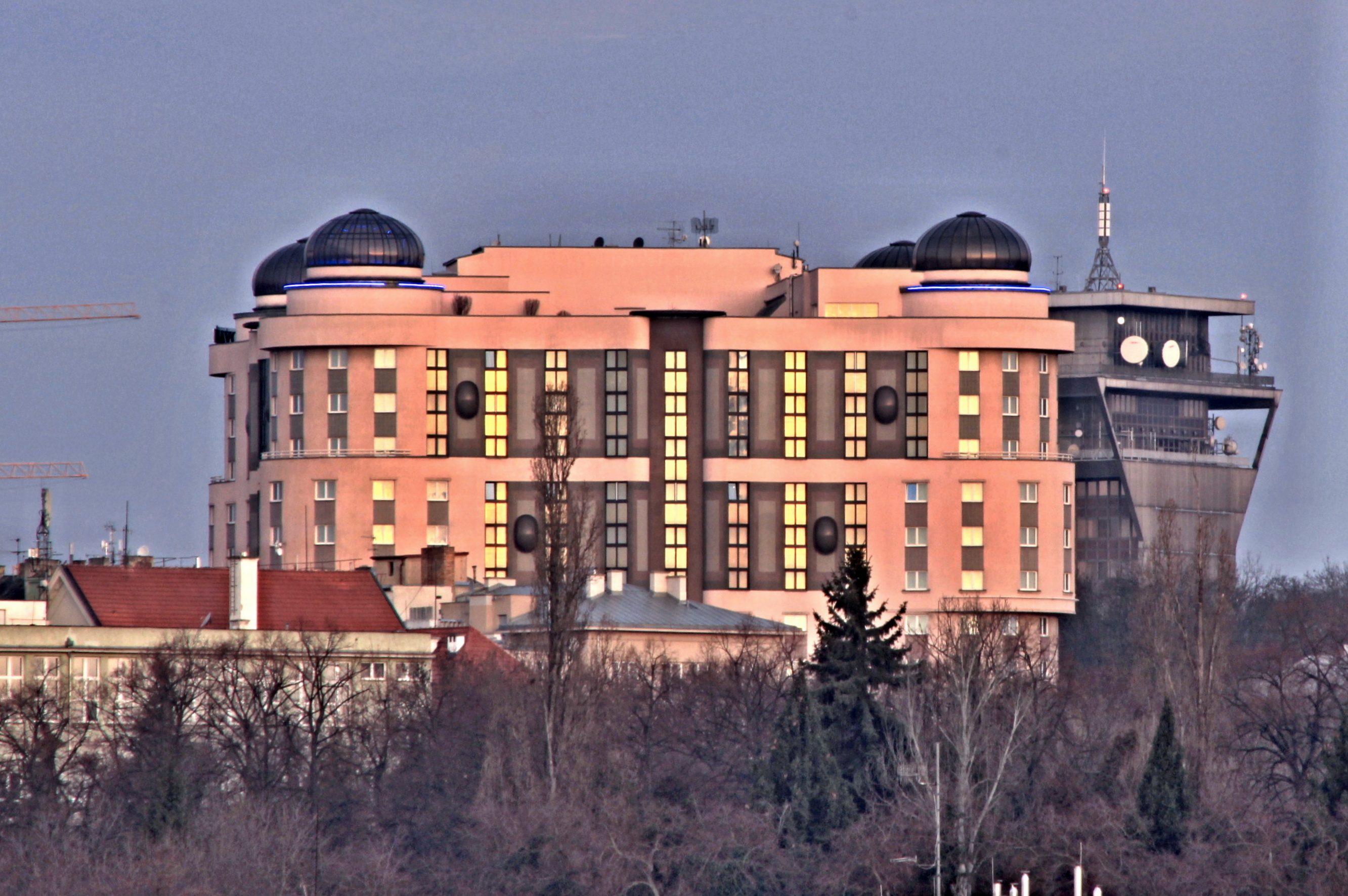
Hotel Don Giovanni od Strašnic

Hotel Don Giovanni (dříve také Rogner Dorint Don Giovanni) v Praze, pojmenovaný podle Mozartovy opery a provozovaný původně řetězcem Rogner, od let 1999–2000 řetězcem Dorint a od roku 2016 řetězcem Czech Inn Hotels, je hodnocen čtyřmi hvězdičkami. Stojí v nejjižnějším cípu Žižkova, u hranice Vinohrad a Strašnic, na adrese Vinohradská 2733/157a, v oblasti Hagiboru u stanice metra a autobusového terminálu Želivského, v klínu mezi ulicemi Vinohradská, Izraelská a Pod židovskými hřbitovy, v městské památkové zóně Vinohrady, Žižkov, Vršovice. Budova od autora Ivo Nahálky, byla postavena v letech 1993–1995 firmou PSJ a.s.
Architektonický vzhled budovy bývá kritizován jak odbornou, tak laickou veřejností pro svou kýčovitou vizáž a styl podnikatelského baroka.

## Historie
Pozemek patřil před výstavbou hotelu městské části Praha 3, než byl prodán za 80 milionů Kč rakouské firmě Rogner.
Stavba byla zahájena v roce 1993 a hotel byl slavnostně otevřen 1. května 1995 či 28. dubna 1995.
Hotel byl otevřen rakouskou společností Rogner. V roce 1999 do něj 50 % vstoupila německá společnost Dorint a hotel nesl název Rogner Dorint Don Giovanni. Od března 2000 byl jediným provozovatelem nejsilnější německý hotelový řetězec Dorint Hotels & Resorts. Ten přestavbou změnil hotel, do té doby považovaný za turistický, na kongresový, čímž se podařilo výrazně zvýšit jeho využitost. Ve svém propagačním rozhovoru datovaném rokem 2008 v kontextu s udělením ocenění za rok 2000 v rámci skupiny Dorint uvádí, že v předchozím roce pod vedením ředitele Wernera J. Koppela měl hotel 90% obsazenost. V době rozhovoru disponoval největší ubytovací kapacitou ze všech hotelů řetězce Dorint.
V červenci 2011 Lidové noviny jmenovaly hotel Don Giovanni mezi pražskými hotely, které hledají kupce. V polovině roku 2013 idnes.cz psal, že podle lidí z branže patří mezi pět luxusnějších pražských hotelů, které jsou na prodej.
Začátkem roku 2016, německá společnost Dorint hotel prodala za cenu v řádu stovek milionů Kč české společnosti Czech Inn Hotels a skupině zahraničních investorů. Czech Inn Hotels se stala novým provozovatelem hotelu, název Dorint Don Giovanni byl opět zkrácen na Hotel Don Giovanni. Nová ředitelka hotelu Markéta Hedejová oznámila záměr investovat v průběhu roku 2016 několik desítek milionů korun do zvýšení standardu vnitřního vybavení.

## Stavební podoba
Čtyřboká stavba se zvlněnými stěnami a nárožními rondely má připomínat jedno velké divadlo, střední část má jako skleněná socha připomínat zlomená srdce, která za sebou Don Giovanni zanechával.
Salónky v hotelu jsou pojmenovány podle postav opery Don Giovanni. Ve vitrínách jsou vystaveny originální kostýmy herců z premiéry. Nad vstupním schodištěm visí puklé srdce z keramiky a kovu výtvarníka Laštovičky. Hotel má vlastní kongresové zázemí. Kongresová hala na 420 m², vybudovaná po roce 2000, může být mobilními stěnami přepažena na tři samostatné místnosti.
Hotel projektoval architekt Ivo Nahálka ze společnosti Archina, s. r. o. Byl inspirován motýlími křídly, jež narůžovělou hmotu hotelu rozehrávají okolo středu se schodišti. Hmotová a výšková omezení územním plánem by podle Nahálky vedla v podání jiných ateliérů k poměrně neohrabané krychli, zatímco použitím křivky vycházející z přírody bylo docíleno dynamiky a jistého odlehčení hmoty. Funkcionalismus a minimalismus označil Nahálka za odpad architektury, protože opomíjejí oblast krásy a tvořivosti, naopak obdivuje secesi a její sepětí s přírodou. Ostré hrany považuje za jedové šípy bránící přirozenému proudění energie. Nové skleněné domy vyrůstající po světě jsou jeden jako druhý, nemají vztah k místu ani funkci. Do „opravdové architektury“ – v protikladu k „průmyslovému stavebnictví“ – podle Nahálky patří barva, detail, hra s materiálem a prvky vycházející z přírody. Hotel obhajoval Nahálka slovy: „Lidé dnes na krásu nejsou zvyklí, proto mají tendenci naše stavby označovat za kýč.“ Sám se však prý nesetkal od hoteliérů ani hotelových hostů s negativními názory na tento hotel.
Podle svého webu na doméně řetězce Dorint hotel „vyzařuje šarm fantastických starých časů zcela moderním způsobem“ a „připodobňuje hotelovou halu k velkému divadlu, jemuž vévodí socha samotného skladatele v životní velikosti“.

## Kritika
Architekt a historik architektury Zdeněk Lukeš v roce 2001 napsal, že hotel Don Giovanni je neuvěřitelně podbízivá a pokleslá architektura, pyšná a nabubřelá. V roce 2013 Lukeš v rozhovoru pro E15 tuto stavbu uvedl jako příklad kýče nedůstojného místa, kde stojí, a označil ji za typ architektury, která Prahu dehonestuje. Podle něj je i technické provedení stavby žalostné.
Podle článku MF Dnes z roku 2003 tato stavba vyvolala značné rozpaky a mnohdy i ostrou polemiku a podle některých architektů jde o podbízivou a pokleslou architekturu, která nabubřele dominuje svému okolí, podobně jako hotel Four Seasons. Václav Aulický uvedl, že budova patří mezi dominanty, které výrazně ovlivnily svou lokalitu.
Jan Kaplický podle Evy Jiřičné na „hrůzný hotel“ Don Giovanni reagoval velmi agresivně.
Jan Štípek, předseda České komory architektů, v roce 2007 zmínil, že nekvalitní architekturu do Česka nepřinášejí jen zahraniční investoři a architekti, protože hotel Don Giovanni „je dílem místního architekta a je to taky hrůza“.
Petiční výbor Malešice bez mrakodrapů v roce 2007 tvrdil, že postup způsobující soustavný úbytek zeleně a realizaci předimenzovaných staveb je příznačný pro Prahu 10, na jejímž území byly provedeny nejhorší účelové úpravy územního plánu a postaveny nejhorší stavby v hlavním městě Praze. Hotel Don Giovanni je pak uváděn jako první z „jasných příkladů“, a to přesto, že se nachází na území Prahy 3, byť na hranici Prahy 10.
Oficiální zpráva pro UNESCO z roku 2008 o stavu péče o historické jádro Prahy jmenuje tento hotel mezi 16 stavbami, které jsou proporčně naddimenzované vůči historickým dominantám uplatňujícím se v panoramatu historického jádra Prahy, z čehož pouze dvě stavby byly postaveny po roce 1992 (tou druhou je LightHouse v Holešovicích).
V červnu 2008 Magistrát hlavního města Prahy v závazném stanovisku orgánu státní památkové péče k výstavbě tzv. budovy Krystal v památkové zóně na parcele západně od budovy bývalého Strojimportu, zmiňuje mezi stávajícími dominantami této lokality „těžkopádnou budovu hotel Don Giovanni“, a návrh novostavby hodnotí kladně mimo jiné s tím, že „v předprostoru významné křižovatky vytvoří žádoucí architektonickou protiváhu slohově obtížně definovatelnému hotelu Don Giovanni“.
Architekt Jan Linek v roce 2010 v článku chválícím sousedící stavbu označil tento hotel za „nepochopitelnou architektonickou kreaci“ vytvářející nad stanicí metra urbanistický point de vue Vinohradské třídy, avšak jehož módní tvarování oko kolemjdoucího spíše odrazuje.
Lidovky.cz v roce 2010 na základě anket v odborném i denním tisku a po konzultaci s rapperem Vladimir 518 a architektem Svatoplukem Sládečkem jej v roce 2010 zařadily jako šestý mezi deset „nejnenáviděnějších“ českých staveb, které nejsou předmětem sporu mezi moderními architekty a nechápavou veřejností, ale které kritizují všichni. Podle článku redaktorky Kozlové je tento hotel nejvýraznějším příkladem tzv. podnikatelského baroka, které je mutací ušlechtilých myšlenek architektonického postmodernismu. Podle architekta Sládečka tato budova vadí hlavně odborníkům, přičemž Sládečka odpuzuje tím, že je „neohrabaná“.
Publicista Jaroslav Veis v Českém rozhlase v roce 2012 označil hotel Don Giovanni za „přímo kvintesenci šerednosti“, která se nikdy nezmůže na umístění v nějakém soupisu nejšerednějších staveb světa, které jsou jinak turistickým lákadlem a soupisem staveb kontroverzních a provokativních.
Předvolební Haló noviny na podzim 2012 v otázce komunistickému senátorskému kandidátovi Pavlu Ambrožovi označily v souvislosti s architektonickou hodnotou Prahy a její ochranou hotel Don Giovanni za nejošklivější novodobou stavbu. Podle Ambrože se jim na stavební komisi podařilo zabránit "mohutnější a nabubřelejší krabicei".
Jakub Potůček, historik architektury, kurátor Národní galerie a její výstavy o architektuře s rudou hvězdou „bez stigmat a bez předsudků“, v roce 2013 v odpovědi na otázku, kterou ze staveb z období socialismu by zbořil, řekl, že by boural spíše ty, které byly postaveny až po roce 1989. V mnoha ohledech jsou prý zrůdnější i arogantnější, neboť zastupují finanční či jiné zájmy úzce privilegované vrstvy. „Pokud bych tedy mohl něco zbořit, pak by to rozhodně byl vinohradský hotel Don Giovanni.“
Portál idnes.cz v únoru 2013 uspořádal v rubrice Praha a střední Čechy anketu o nejošklivější dům v Praze. Většina architektů oslovených MF Dnes uvedla hotel Don Giovanni, kterému přezdívali „dort“ či „růžový pařez“ a který novináři v titulku článku nazvali „růžovým dortem“. Profesor architektury Petr Ulrich řekl, že bezpochyby je ukázkou urbanistické necitlivosti a jistého pseudopojetí soudobosti, a obzvláště pohled zdálky je „lahůdka“.
Architekt Jakub Fišer uvedl, že stavby, které jsou nešetrné ke svému okolí, narušují panoráma města, urbanismus a které ho naštvou vždy, když se ocitne v jejich blízkosti, jsou v Praze dvě – budova Národního archivu na Chodově a hotel Don Giovanni.
Architekt Petr Burian stavbu charakterizoval slovy: neadekvátní měřítko poškozující horizont, mizerná proporce, vyprázdněný fasádní formalismus, zkrátka příliš silná koncentrace hnusu na jednom místě.
Ve čtenářském hlasování na internetu z 12 předvybraných nejošklivějších pražských staveb zaujal třetí místo.
Podle článku redaktorky Kazdové v idnes.cz v roce 2014 se z tohoto hotelu stala legenda a celebrita mezi architektonickým děsem.